# Oreonetides flavus
Oreonetides flavus là một loài nhện trong họ Linyphiidae.
Loài này thuộc chi Oreonetides. Oreonetides flavus được James Henry Emerton miêu tả năm 1915.